# Limnophila velitor
Limnophila velitor är en tvåvingeart som beskrevs av Alexander 1951. Limnophila velitor ingår i släktet Limnophila och familjen småharkrankar.
Artens utbredningsområde är Madagaskar. Inga underarter finns listade i Catalogue of Life.